# Burg von Hultaby
Die Burg von Hultaby (schwedisch: Hultaby borgruin oder Hultaby slott) ist eine nur als Ruine erhaltene Burg auf dem Gebiet der schwedischen Gemeinde Vetlanda. Sie steht an einem Landvorsprung am Südufer des Sees Norrasjön.
Die Burg wurde in der zweiten Hälfte des 13. Jahrhunderts errichtet und Anfang des 14. Jahrhunderts umgebaut. Sie verfügte über eine Vorburg, den Burghof und das eigentliche Burggebäude. Eine erstmalige urkundliche Erwähnung als Hultaby ö erfolgte 1353 durch Erengisle Sunesson, der von dort aus einen Brief schrieb.
Vermutlich bereits in den 1360er Jahren wurde die Burganlage bei Gefechten zerstört. Sie brannte nieder und wurde verlassen. 1392 wurde die wohl bereits zerstörte Burg dem Dom zu Växjö vermacht. 1510 wurde die Burg Eigentum des Bischofs von Linköping.